# Copa FMF de 2022
A Copa FMF de 2022 foi um torneio de futebol realizado pela Federação Matogrossense de Futebol (FMF) com início em 25 de setembro. foi disputada por 6 times e ofertou uma vaga para a Copa do Brasil de 2023 e uma para a Série D de 2023.

## Formato
A 1ª fase foi disputada em turno único, com todos os clubes se enfrentando, em jogos dentro de um mesmo grupo. Os quatro primeiros colocados avançam ao quadrangular final, que também disputado em turno único, e em pontos corridos. No fim, quem terminou com mais pontos na 2ª fase, foi o campeão. O vencedor Nova Mutum teve o direito de escolher entre a vaga da Copa do Brasil de 2023 e a do Brasileirão Série D da próxima temporada. O vice-campeão Operário VG, ficou com a opção não escolhida.

## Critérios de desempate[3]

### 1ª Fase
1. Maior número de vitórias
2. Maior saldo de gols
3. Maior número de gols pró (marcados)
4. Maior número de pontos no confronto direto
5. Maior saldo de gols no confronto direto
6. Sorteio

### Fases finais
1. Maior número de pontos
2. Maior saldo de gols
3. Disputa de pênaltis

## Equipes participantes
| Equipe      | Cidade             | Estádio            | Capacidade | Títulos                     |
| ----------- | ------------------ | ------------------ | ---------- | --------------------------- |
| Cuiabá      | Cuiabá             | Arena Pantanal     | 44 000     | 2 (2010 e 2016)             |
| Luverdense  | Lucas do Rio Verde | Passo das Emas     | 6 500      | 4 (2004, 2007, 2011 e 2019) |
| Mixto       | Cuiabá             | Dutrinha           | 4 500      | 2 (2012, 2018)              |
| Nova Mutum  | Nova Mutum         | Valdir Doilho Wons | 1 200      | 0 (não possui)              |
| Operário VG | Várzea Grande      | Dito Souza         | 2 600      | 0 (não possui)              |
| Sport Sinop | Sinop              | Gigante do Norte   | 13 000     | 0 (não possui)              |

Algumas semanas antes da competição, o Academia que havia confirmado a sua participação, protocolou a sua desistência.

## Primeira fase
| Pos. | Equipe      | Pts | J | V | E | D | GP | GC | SG | %  | Classificação                       |
| ---- | ----------- | --- | - | - | - | - | -- | -- | -- | -- | ----------------------------------- |
| 1    | Luverdense  | 9   | 5 | 3 | 0 | 2 | 6  | 4  | +2 | 60 | Classificados ao quadrangular final |
| 2    | Mixto       | 8   | 5 | 2 | 2 | 1 | 6  | 4  | +2 | 53 | Classificados ao quadrangular final |
| 3    | Operário VG | 7   | 5 | 2 | 1 | 2 | 3  | 3  | 0  | 47 | Classificados ao quadrangular final |
| 4    | Nova Mutum  | 7   | 5 | 2 | 1 | 2 | 3  | 3  | 0  | 47 | Classificados ao quadrangular final |
| 5    | Sport Sinop | 7   | 5 | 2 | 1 | 2 | 2  | 2  | 0  | 47 |                                     |
| 6    | Cuiabá      | 4   | 5 | 1 | 1 | 3 | 1  | 5  | –4 | 27 |                                     |

## Quadrangular final
| Pos. | Equipe      | Pts | J | V | E | D | GP | GC | SG | %  | Classificação |
| ---- | ----------- | --- | - | - | - | - | -- | -- | -- | -- | ------------- |
| 1    | Nova Mutum  | 6   | 3 | 2 | 0 | 1 | 2  | 1  | +1 | 67 | Campeão       |
| 2    | Operário VG | 5   | 3 | 1 | 2 | 0 | 2  | 1  | +1 | 56 | Vice-campeão  |
| 3    | Luverdense  | 4   | 3 | 1 | 1 | 1 | 1  | 1  | 0  | 44 |               |
| 4    | Mixto       | 1   | 3 | 0 | 1 | 2 | 1  | 3  | –2 | 11 |               |